# Jüdischer Friedhof (Jugenheim in Rheinhessen)

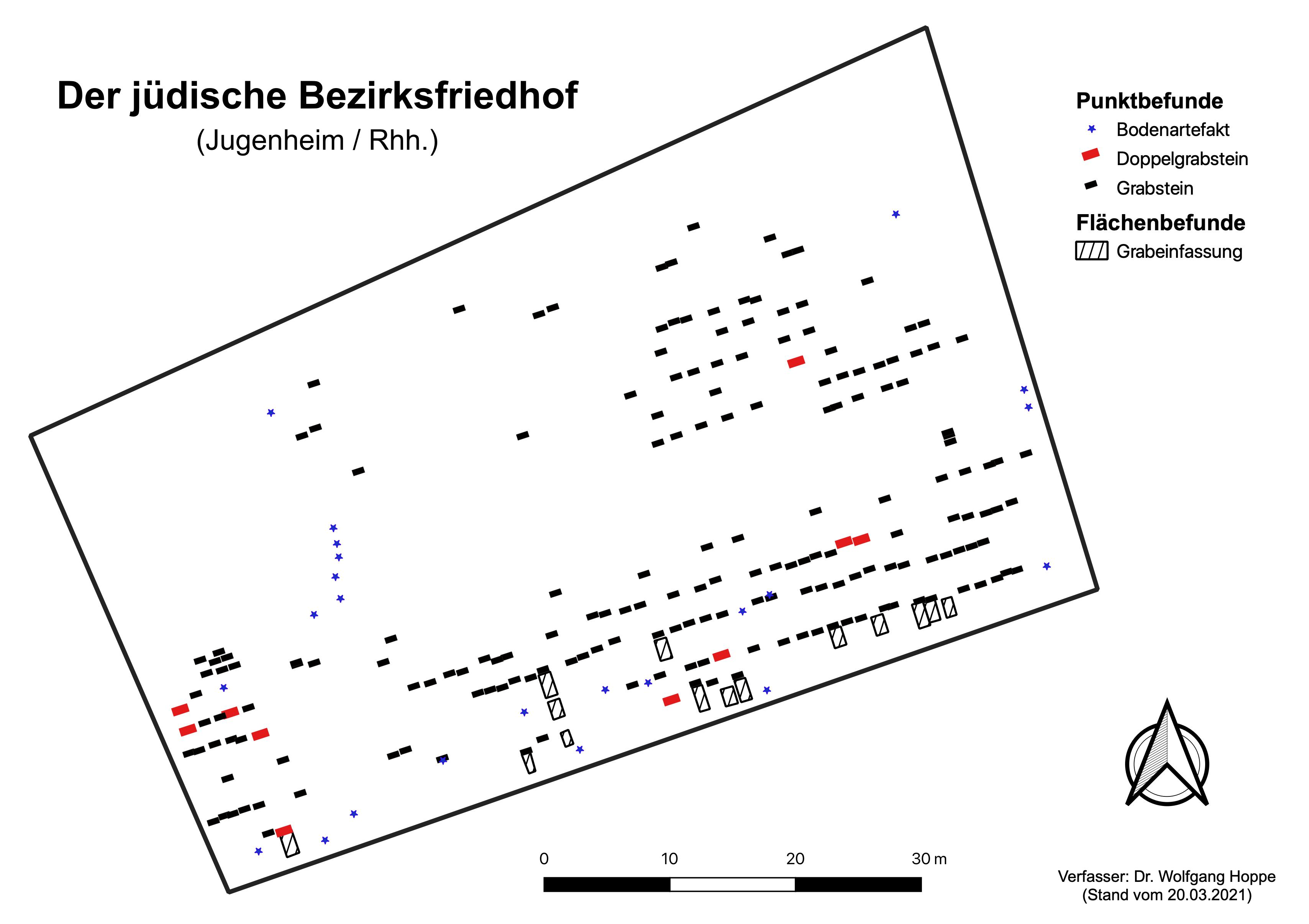
Jüdischer Friedhof in Jugenheim : Friedhofsplan

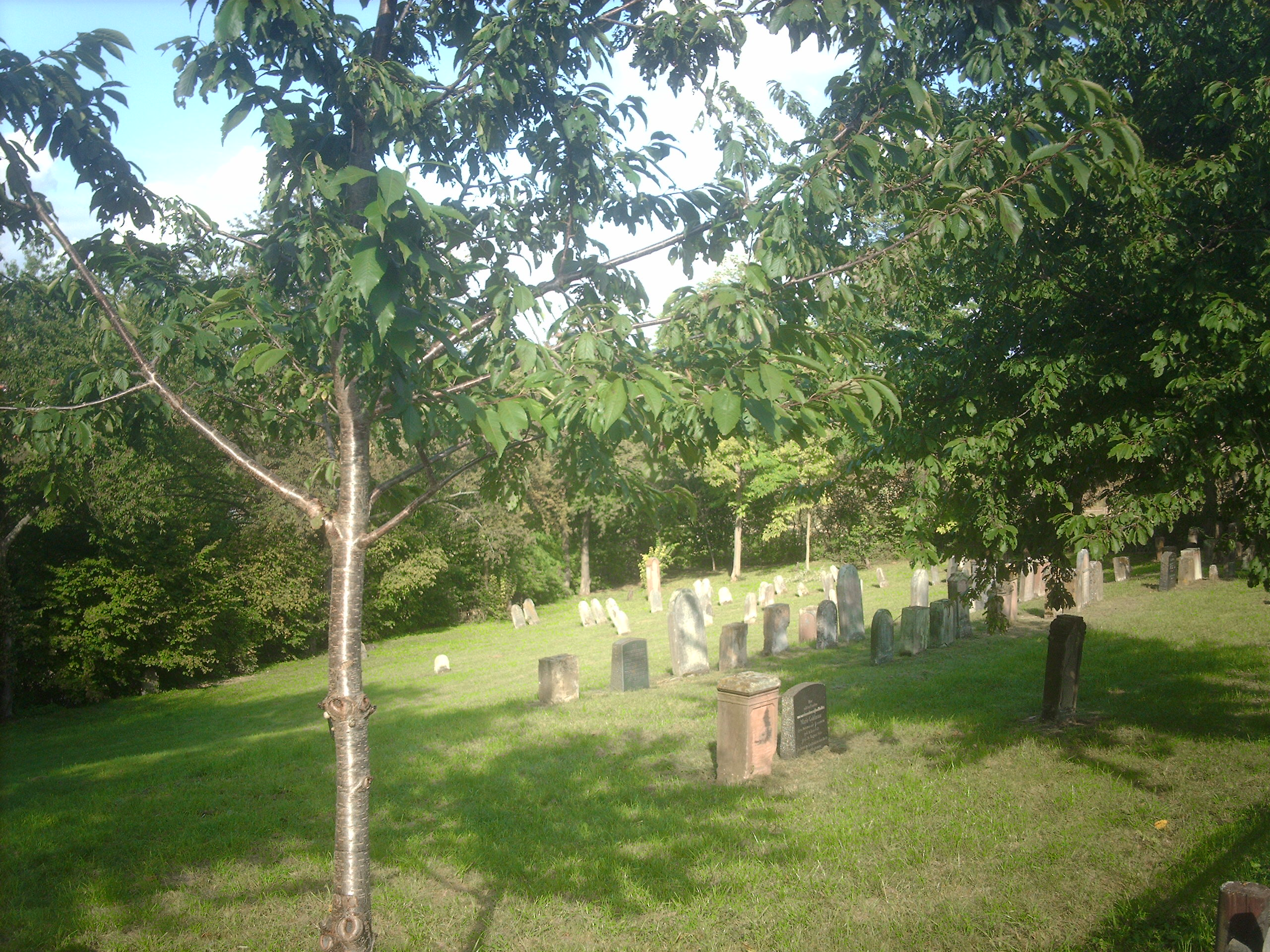
Jüdische Friedhof in Jugenheim

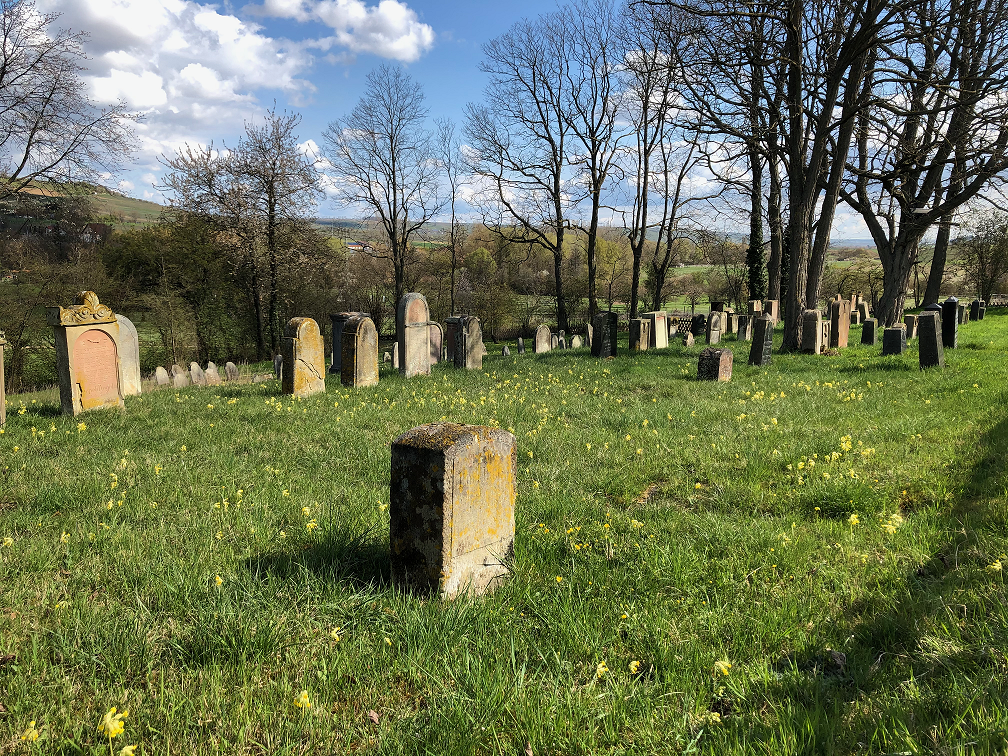
Jüdischer Friedhof im Frühling

Der Jüdische Friedhof in Jugenheim in Rheinhessen, einer Ortsgemeinde im Landkreis Mainz-Bingen in Rheinland-Pfalz, wurde wohl im frühen 18. Jahrhundert angelegt. Er ist ein geschütztes Kulturdenkmal.

## Lage
Der 32,08 ar große jüdische Friedhof befindet sich südöstlich des Ortes in der Flur Im Gutding. Im 19. Jahrhundert wurde das Flurstück auch unter der Bezeichnung Am Judenbegräbnis geführt.
Der Friedhof wird von dem nordöstlich gelegenen Eingangstor aus betreten. Die Fläche des Friedhofs hat die Gestalt eines schmalen Rechtecks, dessen (kleine) Querachse in Nordwest-/Südost-Richtung verläuft. Dem folgend sind auch die Frontseiten sämtlicher Grabsteine auf dem Friedhof nach Südosten ausgerichtet.

## Geschichte
Der Jüdische Friedhof hatte die Funktion eines Bezirksfriedhofs im Rabbinat Bingen. In dieser Aufgabe diente er neben den jüdischen Landgemeinden in Jugenheim auch den jüdischen Gemeinden von Partenheim, Vendersheim, Nieder-Saulheim, Stadecken und Essenheim zur Bestattung ihrer Verstorbenen. Sichtbarer Ausdruck dieser zentralen Rolle war die Existenz einer Chewra Kadischa (jüdische Beerdigungsbruderschaft), zu der Mitglieder aus allen beteiligten Landgemeinden gehörten.
Obwohl seit Mitte des 19. Jahrhunderts die demographische Entwicklung der jüdischen Landgemeinden in Rheinhessen aufgrund der Binnenmigrationen in die größeren Städte und Auswanderungen nach Amerika bereits rückläufig war, kam es zu Neueröffnungen von jüdischen Friedhöfen. So wurde 1877 ein jüdischer Friedhof in der Gemeinde Essenheim eingeweiht. Die jüdische Landgemeinde Essenheims zog sich daraufhin aus der Friedhofsgemeinschaft zurück. Beerdigungen von Essenheimer Juden sind seit diesem Zeitpunkt auf dem Jugenheimer Friedhof nicht mehr nachweisbar.
Die Abwanderungen der jüdischen Landbevölkerung war auch eine Folge zunehmender antisemitischer Tendenzen im Deutschen Kaiserreich nach 1871, die 1885 in mutwilligen Beschädigungen auf dem Jugenheimer Friedhof deutlich wurden.
Unter Berücksichtigung, dass bisher nur ein Teil der hebräischen Grabinschriften übersetzt wurde, konnte das Grab einer jungen Frau aus dem Jahre 1759 als älteste Grablegung identifiziert werden.
Die letzte Beerdigung auf dem Friedhof erfolgte im November 1935 mit der Grablegung von Josephine Neumann, geb. Straus, aus Stadecken.
Mit Beginn des Jahres 2020 wurde die Pflege des jüdischen Friedhofs dem Naturschutzbund (NABU Mainz und Umgebung e. V.) übertragen.

## Belegung
Eine erste systematische Erfassung des Friedhofsareals ergab, dass auf ihm 210 Grablegungen direkt nachweisbar sind (Stand: Januar 2021). Von den noch vorhandenen 194 Grabsteinen bezeichnen 10 Grabsteine Doppelgrabstellen. Die Überreste von sechs Grabeinfassungen, denen keine Grabsteine mehr zugeordnet werden können, deuten auf mindestens sechs weitere Grablegungen hin.